# Branka Katić
Pour les articles homonymes, voir Katić.
Branka Katić (en serbe cyrillique : Бранка Катић) est une actrice serbe née le 20 janvier 1970 à Belgrade.

## Biographie
Elle débute à l'âge de 15 ans au cinéma dans Nije lako sa muskarcima (1985) et à la télévision dans la série télévisée Bolji zivot (1987). Branka étudie ensuite à l’Académie d’Art Dramatique de Novi Sad et reçoit des cours de la part de l'acteur serbe Rade Šerbedžija. Elle joue dans des pièces de théâtres notamment à Subotica, Novi Sad et Belgrade.
Au moment où le pays est en plein déchirement, Branka Katic devient une figure clé du cinéma yougoslave, notamment dans Bulevar revolucije de Vladimir Blazevski (1992), The black bomber de Darko Bajic (1992), Bice bolje de Milan Zivkovic (1994), Slatko od snova de Vladimir Zivkovic (1994) ou Tamna je noc de Dragan Kresoja (1995).
Elle est aussi l'actrice fétiche de Srdjan Dragojevic dans Mi nismo andjeli (1992), Joli village, jolie flamme (1997) et Rane (1998) et brille dans les séries télévisées Policajac sa Petlovog Brda (1993-94) et Otvorena vrata (1995).
Mais sa carrière cinématographique commence véritablement lorsque Gorcin Stojanovic lui confie le premier rôle de son film Premeditated Murder en 1995. Puis, son apparition remarquée dans Chat noir, chat blanc (1998) d'Emir Kusturica, lui permet de connaître une visibilité internationale.
À la fin des années 90, elle s'installe en Angleterre et épouse le réalisateur de télévision Julian Farino. Ils ont aujourd'hui 2 enfants, Louis et Joe. Elle participe à de nombreuses fictions cathodiques, dont les téléfilms Warriors, l'impossible mission de Peter Kosminsky (1999), Anne Frank de Robert Dornhelm (2001), Byron réalisé par son époux (2003) et HG Wells : War with the World de James Kent (2006).
Côté cinéma, elle mélange les genres en Europe, dans Julie en juillet (2000) de Fatih Akin, le segment de Michael Radford pour Ten minute older : The Cello (2002) et en revenant sur sa terre natale, décroche en 2003 le premier rôle dans le film de Dusan Milic, Strawberries in the Supermarket. Elle enchaîne avec The Truth About Love de John Hay (2004) et partage l'affiche au côté de Juliette Binoche dans Par effraction d'Anthony Minghella. Plus récemment, on la retrouve dans Public Enemies (2009) de Michael Mann et surtout dans L'Homme qui voulait vivre sa vie (2010) d'Éric Lartigau où elle joue un second rôle remarqué au côté de Romain Duris.
Parallèlement, elle participe à de nombreuses séries comme The Vice (2000), Armadillo (2001), Auf Wiedersehen, Pet (2002-04), Clocking off (2003), Les Arnaqueurs VIP (2004), The Last Detective (2004), Red Cap (2004), Scotland Yard, crimes sur la Tamise (Trial & Retribution) (2008), Meurtres en sommeil (2008), et se fait remarquer dans les séries américaines Entourage (2007), Bored to Death (2009) dont un rôle récurrent dans Big Love (2007-10).

## Filmographie

### Cinéma
- 2021 : The King's Man : Première mission (The King's Man) de Matthew Vaughn : la tsarine Alix de Hesse-Darmstadt
- 2020 : Molly de Sally Potter : Xenia
- 2013 : Möbius d'Éric Rochant : Ava
- 2010 : L'Homme qui voulait vivre sa vie d'Éric Lartigau : Ivana
- 2010 : La femme au nez cassé (The woman with a broken nose) de Srdjan Koljevic : Biljana
- 2009 : Public Enemies de Michael Mann : Anna Sage
- 2007 : The Englishman de Ian Sellar : Svetla
- 2006 : Par effraction (Breaking and entering) d'Anthony Minghella : Tanya
- 2005 : Falling into paradise (Pad u raj) de Miloš Radovic : Dušica Kundacina
- 2004 : The Truth About Love de John Hay
- 2004 : Pad u raj de Milos Radovic
- 2003 : Des fraises au supermarché (Jagoda u supermarketu) de Dušan Milic : Jagoda Dimitrijevic
- 2002 : Ten minute older : The Cello, segment de Michael Radford
- 2000 : Julie en juillet (Im Juli) de Fatih Akin : Luna
- 1998 : Chat noir, chat blanc (Crna macka, beli macor) d'Emir Kusturica : Ida
- 1998 : Rane (The Wounds) de Srdan Dragojevic : Suki
- 1997 : Joli village, jolie flamme de Srdjan Dragojevic
- 1995 : Tamna je noc de Dragan Kresoja
- 1995 : Premeditated Murder (Ubistvo s predumišljajem) de Gorcin Stojanovic : Jelana Panic (Bulika)
- 1994 : Slatko od snova de Vladimir Zivkovic
- 1994 : Bice bolje de Milan Zivkovic
- 1992 : The black bomber de Darko Bajic
- 1992 : Nous ne sommes pas des anges (Mi nismo andjeli) de Srdjan Dragojevic : Buba
- 1992 : Bulevar revolucije de Vladimir Blazevski
- 1985 : Nije lako sa muskarcima de Mihailo Vukobratovic

### Télévision
- 2016 : The Paper (série télévisée) : Dijana
- 2013 : The Paradise (série télévisée) : Clemence
- 2009 : Bored to Death (série télévisée)
- 2008 : Meurtres en sommeil (série télévisée)
- 2008 : Scotland Yard, crimes sur la Tamise (Trial & Retribution]) (série télévisée)
- 2007 : Entourage (série télévisée)
- 2007 - 2010 : Big Love (série télévisée)
- 2006 : HG Wells : War with the World de James Kent
- 2004 : Red Cap (série télévisée)
- 2004 : The Last Detective (série télévisée)
- 2004 : Les Arnaqueurs VIP (série télévisée)
- 2003 : Clocking off (série télévisée)
- 2003 : Byron de Julian Farino
- 2002 - 2004 : Auf Wiedersehen, Pet (série télévisée)
- 2001 : Armadillo (série télévisée)
- 2001 : Anne Frank de Robert Dornhelm
- 2000 : The Vice (série télévisée)
- 1999 : Warriors, l'impossible mission de Peter Kosminsky
- 1995 : Otvorena vrata (Open door) (série télévisée) : Sandra "Cora"
- 1993 : Niko nije savršen (Nobody is perfect) : Hortenzija
- 1993 : Osmeh Margaret Jursenar (Margaret Jursenar Smile)
- 1992 : Devojka s lampom (Girl with lamp) : la sœur de Damjan
- 1987 : Bolji život (Better life) (série télévisée) : l'amie de Bob